# De tre musketörerna – D’Artagnan
De tre musketörerna – D’Artagnan (franska: Les trois mousquetaires: D'Artagnan) är en fransk historisk äventyrsfilm från 2023. Filmen är regisserad av Martin Bourboulon. Det är den första delen av en tvådelad historia regisserad av Martin Bourboulon, som är baserad på Alexandre Dumas roman från 1844 med samma namn.  
Den här versionen av Alexandre Dumas roman kommer att introducera en ny karaktär, Hannibal, baserad på den verkliga historien om Louis Anniaba, den första svarta musketören i fransk historia.
Filmen hade biopremiär i Sverige den den 28 april 2023, utgiven av Nordisk Film.

## Handling
Serien utspelar sig under första halvan av 1600-talet i ett krisdrabbat och splittrat Frankrike, och kretsar kring en handfull män och kvinnor som gör uppror för att slåss för Frankrike. I centrum står den unge Charles D'Artagnan, som önskar bli en del av musketörernas garde, samt den hemlighetsfulla Milady de Winter.

## Rollista (i urval)
- François Civil – D'Artagnan
- Vincent Cassel – Athos
- Pio Marmaï – Porthos
- Romain Duris – Aramis
- Eva Green – Milady de Winter
- Lyna Khoudri – Constance Bonacieux
- Louis Garrel – Ludvig XIII av Frankrike